# Robin Webb
Robin Webb (sinh khoảng năm 1945) là một nhà hoạt động vì quyền động vật người Anh. Ông là cựu thành viên hội đồng cầm quyền của Hiệp hội Hoàng gia phòng chống hành vi tàn ác đối với động vật (RSPCA), và cựu giám đốc của Viện trợ động vật. Một tòa án của Anh đã ra phán quyết vào năm 2006 ông là một "nhân vật trung tâm và then chốt" trong Mặt trận Giải phóng Động vật (ALF).
Kể từ tháng 10 năm 1991, Webb điều hành Văn phòng Báo chí Giải phóng Động vật tại Anh, nơi phát hành các báo cáo cho giới truyền thông thay mặt cho các nhà hoạt động của ALF, Lực lượng dân quân quyền động vật (ARM) và Bộ Tư pháp. Ông nói rằng chính sách của ông với tư cách là nhân viên báo chí là "không bao giờ chỉ trích bất kỳ hành động nào, dù đó là gì, miễn là nó được thực hiện với ý định chân thành giúp ích cho việc giải phóng động vật."  Điều này đã dẫn đến những lời chỉ trích cho rằng ông xuất hiện là để bỏ qua các hành vi bạo lực.

## Lý lịch
Ông tham gia bảo vệ quyền động vật từ những năm 1980. Ông nói với tạp chí No Compromise rằng, sự quan tâm đến quyền động vật của ông là khi ông bắt đầu một công việc mới tại một công ty điện tử nằm cạnh một lò mổ. Hằng ngày ông nhìn thấy những con vật được giao đến, ngửi thấy mùi máu và âm thanh la hét trong đau đớn của họ, ông cảm thấy mình không thể ăn thịt được nữa. Ông nói: "Tôi đã tạo ra sự kết nối, rèm cửa đã xé rách đôi mắt tôi... Tôi không thể ăn một phần những gì của họ sau những gì tôi chứng kiến, tôi nhận ra họ là một cá nhân có cảm xúc và có nhu cầu của riêng họ." Ông và cộng sự của mình, Margaret, ban đầu trở thành người ăn chay, sau đó ba tháng, họ trở thành những người thuần chay.

### Tham gia Văn phòng Báo chí Giải phóng Động vật
Ronnie Lee, người sáng lập ALF đóng vai trò là nhân viên báo chí của phong trào. Văn phòng báo chí vào thời điểm đó là một phần của Nhóm hỗ trợ Mặt trận Giải phóng Động vật (ALFSG), một tổ chức trên mặt đất với tư cách thành viên công khai. Năm 1991, ALFSG quyết định ngừng phát biểu thay mặt ALF vì sự chú ý liên tục từ cảnh sát và một quyết định được đưa ra, đó là tạo vai trò cho nhân viên báo chí ALF như một văn phòng độc lập. Webb nói rằng ông được chọn bởi vì ông có một hình ảnh đáng kính trọng.
Tên văn phòng một lần nữa được đổi thành Văn phòng Báo chí Giải phóng Động vật sau khi Đạo luật chống Khủng bố năm 2000 được đưa ra, để bảo vệ văn phòng khỏi sự chú ý từ cảnh sát và phản hồi lại các cáo buộc, văn phòng phát hành các tuyên bố thay mặt cho ARM và Bộ Tư pháp, cũng như ALF.

## Tranh cãi

### Chương trìnhDispatches
Ông thu hút sự tranh cãi vào năm 1998 trong một cuộc tuyệt thực kéo dài 68 ngày của nhà hoạt động ALF người Anh Barry Horne, người đã ngừng ăn để phản đối việc chính phủ Anh không tổ chức một cuộc điều tra công khai về thử nghiệm động vật ở Anh, điều mà Đảng Lao động Anh đã chỉ ra sẽ làm trước khi lên nắm quyền năm 1997.
Đến cuối cuộc tuyệt thực, khi mà Horne gần như có thể chết, Lực lượng dân quân quyền động vật (ARM), một nhóm bảo vệ quyền động vật cực đoan, đã đưa ra một tuyên bố thông qua Webb, đe dọa ám sát sáu người vô danh và bốn cá nhân có tên làm Horne chết. Ngay sau đó, cảnh quay của một nhà sản xuất độc lập tên Graham Hall, được chiếu trên chương trình tài liệu Dispatches trên Channel 4 ở Anh. Đội ngũ sản xuất đã bí mật quay phim Webb khi ông đang tổ chức cuộc gặp với Hall, người nói với Webb rằng anh ta muốn sắp xếp một vụ đánh bom. Trong đoạn phim, ông xuất hiện để đưa ra lời khuyên về cách chế tạo bom. Đoạn phim được quay trước khi Lực lượng dân quân quyền động vật đưa ra lời đe dọa đối với các nhà khoa học, và không có ý kiến cho rằng chính ông đã tham gia vào hành động bạo lực. Webb sau đó phàn nàn chương trình Dispatches đã được chỉnh sửa có chọn lọc và các trích dẫn của chính ông được thể hiện ngoài ngữ cảnh. Channel 4 không đồng ý với ông.

### Thái độ đối với bạo lực
Bản thân Webb xuất hiện để liên kết ALF và Dân quân Quyền động vật, cùng với một nhóm quyền động vật thứ ba được biết đến như bạo lực, Bộ Tư pháp. Trong một cuộc phỏng vấn với No Compromise, tạp chí giải phóng động vật, ông nói bất kỳ người ăn chay hoặc thuần chay nào thực hiện một hành động nằm trong bốn nguyên tắc đã nêu của ALF đều có thể tuyên bố hành động đó thay mặt ALF. Ông nói thêm: "Và nếu ai đó muốn hoạt động như Dân quân Quyền động vật hay Bộ Tư pháp? Nói một cách đơn giản, chính sách thứ tư của ALF, thực hiện mọi biện pháp phòng ngừa hợp lý để không gây tổn hại hoặc gây nguy hiểm đến tính mạng, kể cả con người hay không phải con người, không còn được áp dụng. " 
Webb nói con cái của các nhà nghiên cứu động vật là mục tiêu hợp pháp của cuộc phản đối. Ông nói với Sunday Herald năm 2004: "Một số người nói rằng điều đó là không thể chấp nhận được về mặt đạo đức nhưng nó cũng không thể chấp nhận được với việc sử dụng động vật trong các thí nghiệm. Con cái của những nhà khoa học này đang tận hưởng một lối sống được xây dựng từ máu và lạm dụng trên sự đau khổ của động vật vô tội. Tại sao họ được phép đóng cánh cửa trên đó và ngồi xuống xem TV và tận hưởng trong khi động vật đang đau khổ và chết vì những hành động của người trụ cột gia đình? Họ là mục tiêu chính đáng để phản đối. " 
Ông cũng nói, các cuộc biểu tình giải phóng động vật sẽ tiếp tục leo thang. "Có khoảng 2000 người được chuẩn bị bất cứ lúc nào để hành động cho chúng tôi, nhiều luật hơn sẽ chỉ đơn giản đẩy những người ôn hòa đến với cực đoan của tổ chức... Khi bạn nhìn vào các cuộc đấu tranh khác, đến một điểm nào đó hành động phi bạo lực không còn hoạt động. Nếu các nhà hoạt động trở nên chán ngấy với các cuộc biểu tình phi bạo lực thì họ sẽ đi một con đường khác và chấp nhận một cuộc đấu tranh vũ trang. Khi bạn có quyền về phía bạn, thật dễ dàng để tiếp tục. Nó thực sự là vậy. " 

### Đại học Oxford
Đáp lại yêu cầu lệnh cấm từ Đại học Oxford, một tòa án Anh đã ra phán quyết vào tháng 10 năm 2006, Ông là "nhân vật trung tâm và then chốt" trong ALF, và Văn phòng Báo chí Giải phóng Động vật "không phải là một báo chí báo cáo trung lập hay thậm chí đơn giản chỉ là phương tiện cho những người biện hộ cho ALF, mà nó là một phần quan trọng trong chiến lược của ALF. "  Tòa án phán quyết ông bị giới hạn bởi lệnh cấm biểu tình tại địa điểm xây dựng trung tâm nghiên cứu y sinh mới của Oxford. Ông lập luận rằng, với tư cách là một nhà báo, lệnh cấm sẽ ảnh hưởng đến quyền tự do ngôn luận của ông. Tòa án cũng phán quyết ông không phải là một nhà báo, mà là một nhà tuyên truyền.